# 広路町 (豊田市)
広路町（ひろじちょう）は、愛知県豊田市の町名。現行行政地名は広路町1丁目から3丁目。

## 地理
豊田市西部、挙母地区では東部に位置し、東は瑞穂町、西は松ケ枝町、南は錦町・元宮町、北は十塚町に接する。

## 世帯数と人口
2019年（令和元年）7月1日現在の世帯数と人口は以下の通りである。
| 町丁   | 世帯数 | 人口 |
| ------ | ------ | ---- |
| 広路町 | 46世帯 | 81人 |

## 学区
| 番・番地等 | 小学校             | 中学校               | 高等学校普通科 |
| ---------- | ------------------ | -------------------- | -------------- |
| 全域       | 豊田市立元城小学校 | 豊田市立崇化館中学校 | 三河学区       |

## 歴史

### 沿革
- 1959年（昭和34年）1月1日 - 挙母市の豊田市改称と同時に、挙母の一部より広路町が成立[1]。

## 施設

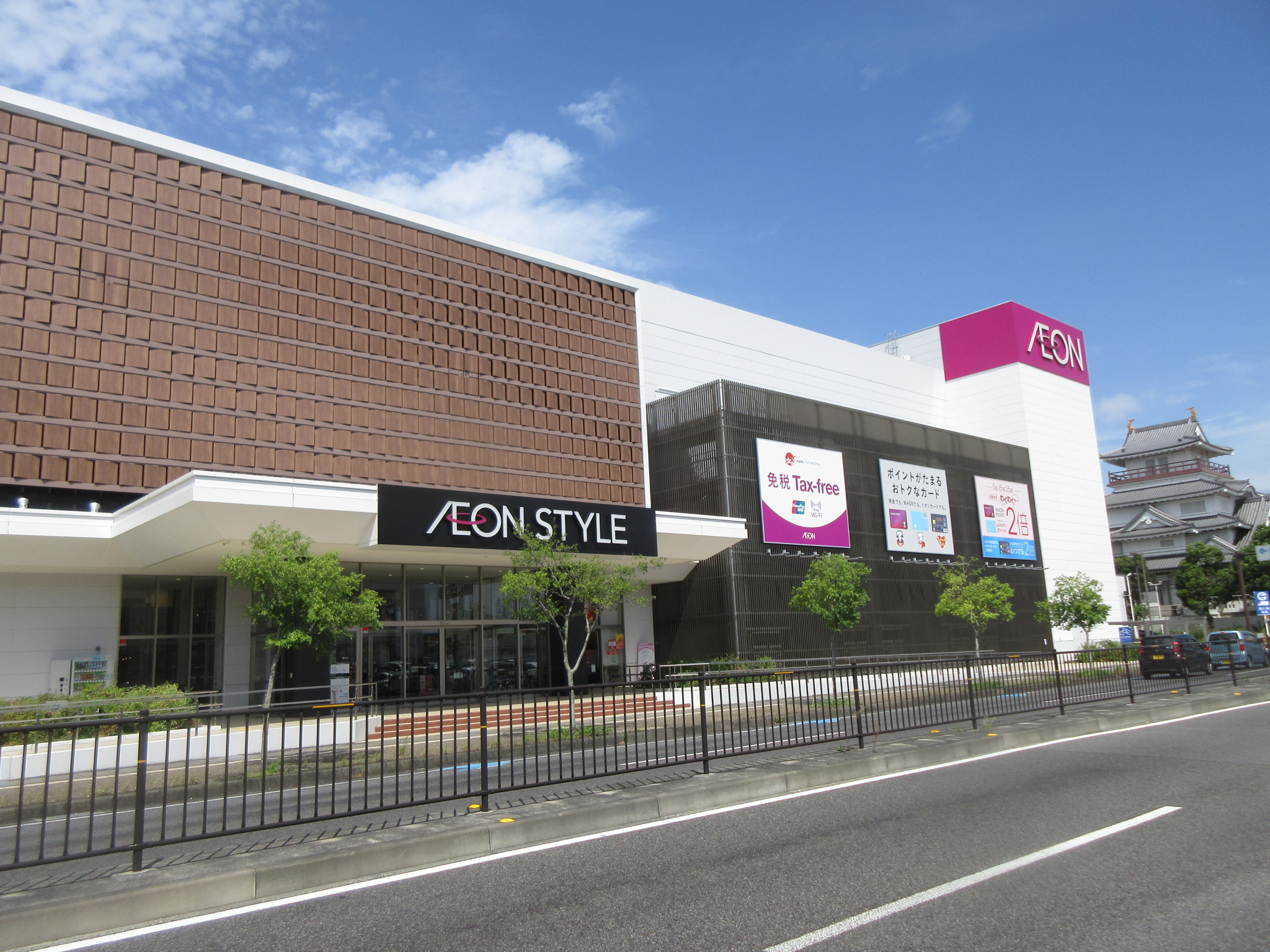
イオンスタイル豊田

- イオンスタイル豊田
- MEGAドン・キホーテ豊田本店

## 交通
- 国道248号（豊田南北線）

## その他

### 日本郵便
- 郵便番号 : 471-0864[3]（集配局：豊田郵便局[7]）。